# Johan på Snippen tar hem spelet
Johan på Snippen tar hem spelet är en svensk svartvit film från 1957 i regi av Bengt Järrel. I rollerna ses bland andra Adolf Jahr, Nils Hallberg och Dagmar Olsson.

## Om filmen
Inspelningen ägde rum 1957 i Sandrewateljéerna och på Restaurang Zum Alten Brunnen, båda belägna i Stockholm. Manusförfattare var "Lasse i Toarp", kompositör Sven Rüno och fotograf Curt Jonsson. Filmen klipptes av Lennart Wallén och premiärvisades den 9 september 1957 på biograferna Olympia i Borås, Aveny i Jönköping och Grand i Linköping.

## Rollista
- Adolf Jahr – Johan på Snippen
- Nils Hallberg – speaker på Jägersdal
- Dagmar Olsson – Hulda, Johans hushållerska
- Holger Höglund – Mandus, stins
- Bellan Roos – Emma, Mandus hustru
- Carl-Axel Elfving	– Hilmer, avmönstrad sjöman
- Curt Löwgren – Gusten, avmönstrad sjöman
- Axel Högel – Stor-Jan, bonde
- Gun Hellberg – Kerstin, Stor-Jans dotter
- Li "Fölet" Ekman – "Fölungen", Kerstins syster
- Lars Lönndahl – Bertil, rättare
- Lasse Tobiasson – Pelle, Huldas systerson
- Siegfried Fischer	– Häst-Olle
- Dennis Dahlsten – Algot, Häst-Olles son
- Stig Grybe – Lill-Jerka
- Stig Johanson – Frippe
- Julia Cæsar – Ottilia Svensson, äktenskapsförmedlare
- Inga Gill	– Asta, piga hos Stor-Jan
- Birger Åsander – Sme-Emil
- Georg Adelly – Fingal Rosenhage
- Birger Lensander – Knutte
- Gunnar Hedberg – konduktör
- Georg Skarstedt – barberare
- Ann Karlén – flicka i racerbåt
- Marianne Ljunggren – flicka i racerbåt
- Karl Erik Flens – kamrer
- Helga Brofeldt – kund på realisationen
- Sten Ardenstam – affärsbiträde
- Birger Sahlberg – man i roddbåt

### Fotnoter
1. 1 2  ”Johan på Snippen tar hem spelet”. Svensk Filmdatabas. http://sfi.se/sv/svensk-filmdatabas/Item/?itemid=4548&type=MOVIE&iv=Basic&ref=/templates/SwedishFilmSearchResult.aspx?id%3d1225%26epslanguage%3dsv%26searchword%3dJohan+p%C3%A5+Snippen+tar+hem+spelet%26type%3dMovieTitle%26match%3dBegin%26page%3d1%26prom%3dFalse. Läst 13 april 2013.